# 28 Herculis
28 Herculis, eller n Herculis, är en blåvit jätte i Herkules stjärnbild.
Stjärnan har visuell magnitud +5,63 och är synlig för blotta ögat vid god seeing. Den befinner sig på ett avstånd av ungefär 385 ljusår.